# Вариант «Пайн-Блаф»
«Вариант „Пайн-Блаф“» (англ. «The Pine-Bluff Variant») — 18-й эпизод 5-го сезона сериала «Секретные материалы». Премьера состоялась 3 мая 1998 года на телеканале FOX. Эпизод принадлежит к типу «монстр недели» и не связан с основной «мифологией сериала», заданной в первой серии. Режиссёр — Роб Боумэн, автор сценария — Джон Шайбан, приглашённые актёры — Дэниел фон Барген, Сэм Андерсон,
Кетт Тёртон.
В США серия получила рейтинг домохозяйств Нильсена, равный 11,4, который означает, что в день выхода серию посмотрели 18,24 миллиона человек.
Главные герои серии — Фокс Малдер (Дэвид Духовны) и Дана Скалли (Джиллиан Андерсон), агенты ФБР, расследующие сложно поддающиеся научному объяснению преступления, называемые Секретными материалами.

## Сюжет
В парке проходит операция ФБР по поимке опасного террориста — Джейкоба Хейли. В операции участвуют 12 агентов, включая Уолтера Скиннера, Фокса Малдера и Дану Скалли. Агенты ведут за Джейкобом слежку и в какой-то момент он что-то передаёт одному человеку на скамейке. Вскоре человек мучительно умирает — его тело буквально растворяется почти до костей. Джейкоб убегает, в погоню за ним устремляется Малдер. Скалли, думая, что Малдер не задержит преступника в одиночку, бежит следом. Вскоре Скалли наблюдает картину — человек в одежде, похожей на одежду Малдера под прикрытием, отбегает от машины, в которой сидит Хейли. Через некоторое время Малдер возвращается и сообщает, что 'упустил' Хейли. Позже, в офисе Малдера, Скалли обвиняет последнего в причастности к побегу Хейли, но Малдер всё отрицает.
На заседании антитеррористических групп обсуждается произошедшее. Человек на скамейке был продавцом оружия — у него Хейли хотел купить партию винтовок для своей террористической группировки Новые Спартанцы, ставящей своей целью свержение правительства. Похоже Хейли решил использовать продавца для проверки нового биооружия. Скиннер объясняет, что лидеры Новых Спартанцев — Август Бремер и Хейли — борются за главенство в группировке. После заседания Малдер звонит из номера мотеля и говорит по телефону с Хейли, обсуждая его побег. Хейли предлагает встретиться лично. Малдер выходит из номера и садится в машину Хейли. За этим наблюдает Скалли, но не видит лица Малдера. Сев в машину, она начинает погоню, но вскоре её останавливают некие агенты. Скалли забирают и ведут в кабинет, где уже находятся Скиннер и Лимус — прокурор, присутствовавший на заседании. Они объясняют, что Малдер введён в террористическую группировку под сверхсекретным прикрытием. Тем временем террористы приводят Малдера в комнату для допроса с мешком на голове. Хейли задаёт вопросы агенту, считая, что облава в парке случилась из-за него. Малдер всё отрицает, даже когда ему ломают палец. В конце концов, Хейли заявляет, что верит Малдеру и что виновен кто-то из 'своих'. Тем временем в кинотеатр города Мидфиллд, штат Огайо, приходит Бремер. Он заказывает билет и попкорн, и пока билетёрша отворачивается, брызгает на билеты вирусом. Двое подростков пробираются в кинотеатре без билетов и с ужасом обнаруживают тела зрителей в растворённом состоянии.
Придя домой, Малдер сталкивается со Скалли, которая говорит, что всё знает. Она помогает со сломанным пальцем, а Малдер говорит о паранойе Хейли и про допрос. Это записывает Бремер, тайно следящий за агентами. Малдер сообщает, что Новые Спартанцы хотят ограбить банк. Скалли же выясняет, что вирус основан на бактерии стрептококка и передаётся через касание. Это объясняет, почему подростки выжили — они не касались билетов. Также Скалли сообщает, что подобные разработки проводились в США уже после отказа Никсона от биологического оружия. Скалли считает, что террористы хотят распространить вирус, нанеся его на деньги.
Террористы берут Малдера на ограбление, брызгают вирус на деньги, при этом забирают часть с собой, чтобы создать эффект настоящего ограбления. Позже преступники сжигают деньги. Тогда же выясняется несколько вещей — Хейли смог найти доказательства того, что Бремер на самом деле предал команду и сообщил ФБР о его нахождении в парке. Настоящее имя Бремера — Чарльз Боггарт, и он сливал информацию о Спартанцах последние 2 года. Бремер, в свою очередь, показывает записи разговора Скалли и Малдера о допросе, поэтому Спартанцы верят Бремеру. Он мирно отпускает Хейли, дав ему ключи от машины, а сам идёт вместе с громилой подальше от группы с целью казнить Малдера. Но в последний момент Бремер убивает громилу. Выясняется, что Бремер тоже был кротом, но неизвестно, на кого он работал.
Малдер приезжает в банк, где Скалли уже взяла всё на карантин. Они обвиняют Лимуса в том, что он причастен к биооружию и что на самом деле всё было сделано с целью его испытаний на людях. Лимус лишь отвечает, что его работа — защищать людей от правды. В финале Хейли едет на машине, но внезапно ему становится плохо — его лицо разъедает вирус, который передался ему от брелка на ключах машины.